# Piragüismo en los Juegos Mediterráneos de 2009
La competición de piragüismo en los Juegos Mediterráneos de 2009 se realizó en el canal de regatas del lago de Bomba de la ciudad de Pescara (Italia) entre el 4 y el 5 de julio de 2009.

## Resultados

### Masculino
| Evento            | Oro                                                    | Plata                                         | Bronce                                                |
| ----------------- | ------------------------------------------------------ | --------------------------------------------- | ----------------------------------------------------- |
| K1 500 m (04.07)  | Francisco Llera Blanco · España · 1:45,025             | Stjepan Janić · Croacia · 1:45,125            | Ekaitz Sayes Sistiaga · España · 1:45,635             |
| K2 500 m (04.07)  | Saúl Craviotto · Carlos Pérez Rial · España · 1:29,163 | Arnaud Hybois Étienne Hubert Francia 1:29,425 | Filippo Falli · Alberto Regazzoni · Italia · 1:30,865 |
| K1 1000 m (03.07) | Maximiliam Benassi · Italia · 3:46,070                 | Marko Tomičević Serbia 3:46,390               | Stjepan Janić · Croacia · 3:48,390                    |
| K2 1000 m (03.07) | Maximiliam Benassi · Luca Piemonte · Italia · 3:19,480 | Étienne Hubert Arnaud Hybois Francia 3:20,350 | Duško Stanojević Dejan Pajić Serbia 3:20,550          |

### Femenino
| Evento            | Oro                                  | Plata                                          | Bronce                              |
| ----------------- | ------------------------------------ | ---------------------------------------------- | ----------------------------------- |
| K1 500 m (04.07)  | Špela Ponomarenko Eslovenia 1:50,046 | María Teresa Portela Rivas · España · 1:50,726 | Josefa Idem · Italia · 1:51,581     |
| K1 1000 m (03.07) | Josefa Idem · Italia · 4:08,250      | Antonija Nađ Serbia 4:09,590                   | Stefania Cicali · Italia · 4:11,970 |

## Medallero
| Núm. | País      | Oro | Plata | Bronce | Total |
| ---- | --------- | --- | ----- | ------ | ----- |
| 1    | Italia    | 3   | 0     | 3      | 6     |
| 2    | España    | 2   | 1     | 1      | 4     |
| 3    | Eslovenia | 1   | 0     | 0      | 1     |
| 4    | Serbia    | 0   | 2     | 1      | 3     |
| 5    | Francia   | 0   | 2     | 0      | 2     |
| 6    | Croacia   | 0   | 1     | 1      | 2     |
|      | TOTAL     | 6   | 6     | 6      | 18    |

- Datos: Q1626935